# اس‌اس ارشمیدس
اس‌اس ارشمیدس (به انگلیسی: SS Archimedes) یک کشتی بود که طول آن ۱۲۵ فوت (۳۸ متر) بود. این کشتی در سال ۱۸۳۸ ساخته شد.